# Tritemnodon
A Tritemnodon az emlősök (Mammalia) osztályának a kihalt Creodonta rendjébe, ezen belül a Hyaenodontidae családjába tartozó nem.

## Rendszerezése
A nembe az alábbi fajok tartoznak:
- Tritemnodon strenuus
- Tritemnodon agilis
- Tritemnodon sp.

## Tudnivalók
A Tritemnodon 54 - 38 millió évvel élt ezelőtt. Maradványait a wyomingi Big Horn megyében levő Willwood Formation-ban és az Uinta megyében levő Lower Bridger Formation-ban találták meg.
Az állat mérete körülbelül megegyezett a mai szürke farkas (Canis lupus) méretével. A Tritemnodon ragadozó életmódot folytatott.